# Via Trajana Nova

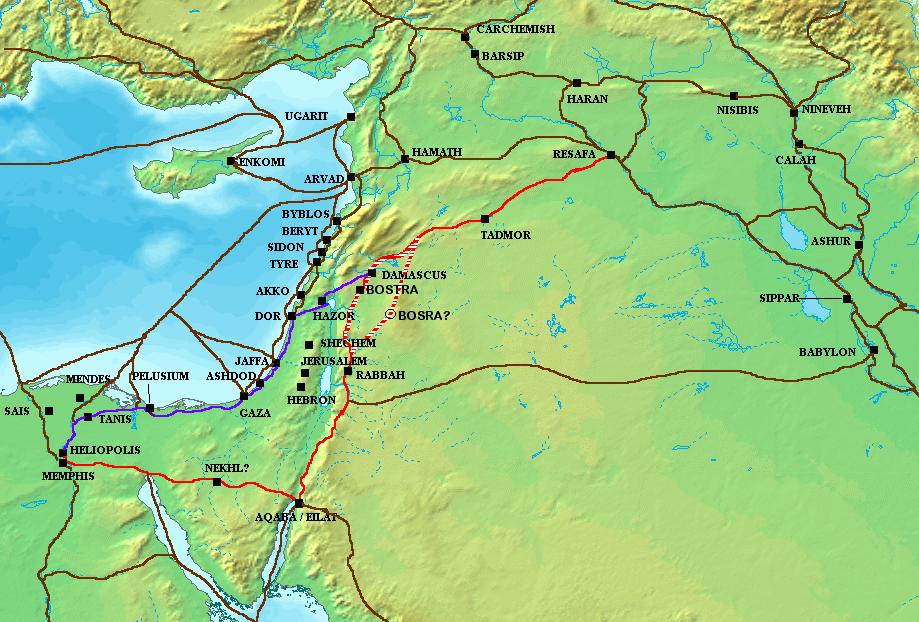
Estradas no Levante, com a Via do Mar (em roxo) e a Estrada Real (em vermelho), cujo trajeto foi incorporado pela Via Nova

Via Trajana Nova (em latim: Via Traiana Nova), chamada antes de Estrada Real ou Via Régia (em latim: Via Regia), era uma antiga estrada romana construída pelo imperador Trajano (r. 98–117) na província romana da Arábia Pétrea, ligando Aila (moderna Ácaba), na costa do mar Vermelho, até Bostra.
Era chamada assim para diferenciá-la da Via Trajana, na Itália romana. É ocasionalmente chamada apenas de Via Nova ou Via Nova Trajana. Sua construção começou logo depois da anexação da Arábia e foi supervisionada pelo governador Caio Cláudio Severo e só terminou na época de Adriano.